# Villars-Santenoge
Villars-Santenoge ist eine französische Gemeinde mit 79 Einwohnern (Stand 1. Januar 2022) im Département Haute-Marne in der Region Grand Est. Sie gehört zum Kanton Villegusien-le-Lac und zum Arrondissement Langres.

## Geografie
Die Gemeinde Villars-Santenoge liegt auf dem Plateau von Langres am Fluss Ource, etwa 35 Kilometer südwestlich von Langres an der Grenze zum Département Côte-d’Or. Nachbargemeinden sind Colmier-le-Bas im Nordwesten, Colmier-le-Haut im Norden, Auberive im Nordosten, Vivey im Osten, Vals-des-Tilles im Südosten, Poinsenot im Süden, Bure-les-Templiers im Südwesten und Chaugey im Westen.

## Bevölkerungsentwicklung
| Jahr      | 1962 | 1968 | 1975 | 1982 | 1990 | 1999 | 2008 | 2019 |
| --------- | ---- | ---- | ---- | ---- | ---- | ---- | ---- | ---- |
| Einwohner | 166  | 133  | 115  | 131  | 104  | 115  | 99   | 79   |

## Sport
Im Jahr 2024 führte die Tour de France auf der 8. Etappe durch Villars-Santenoge. Auf der D150 wurde mit der Côte de Santenoge (459 m) eine Bergwertung der 4. Kategorie abgenommen. Diese wies auf einer Länge von 1,1 Kilometern eine durchschnittliche Steigung von 8,1 % auf. Der Norweger Jonas Abrahamsen gewann die Bergwertung.

## Siehe auch

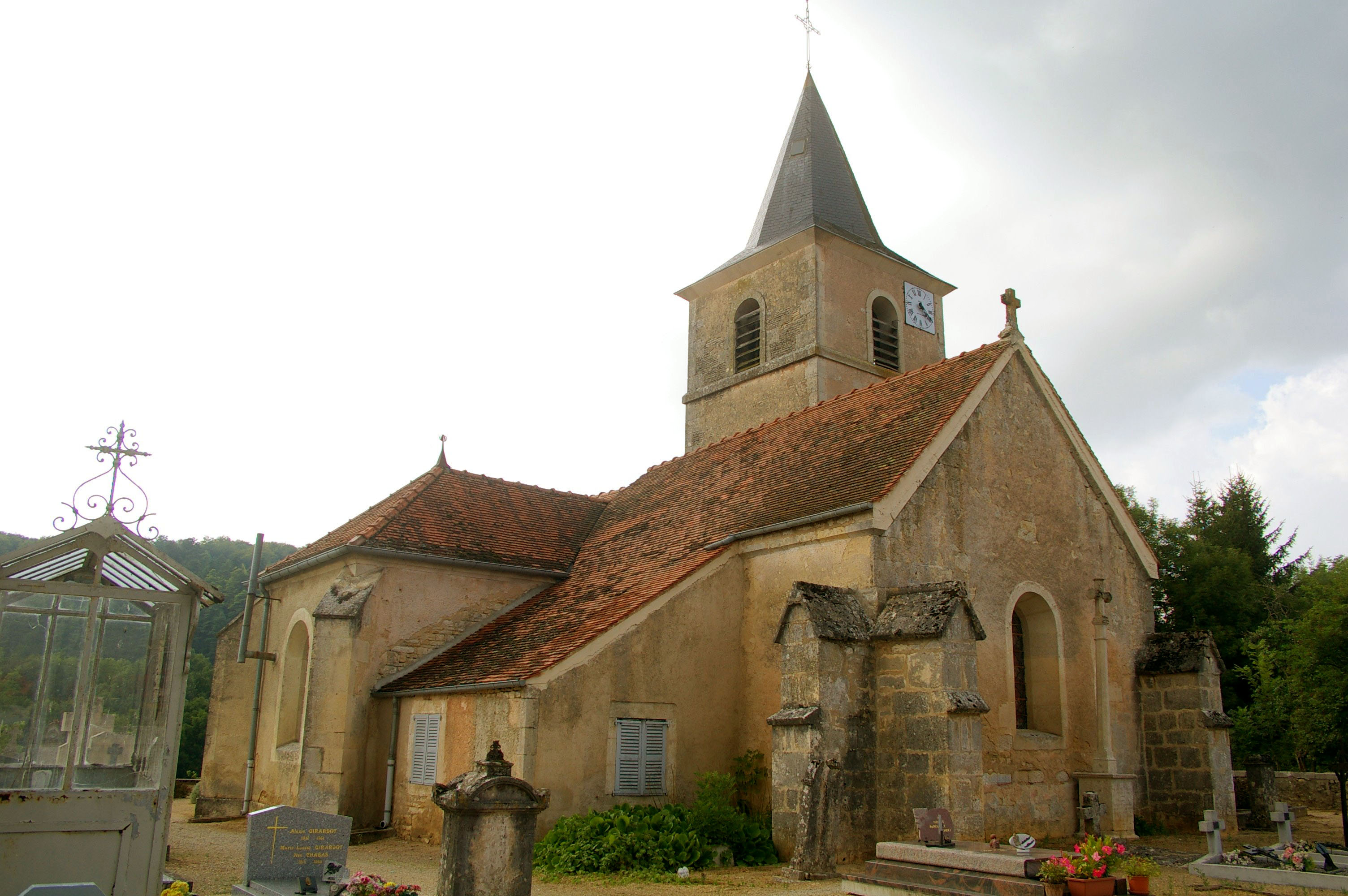
Kirche Notre-Dame-de-la-Nativité in Santenoge, Monument historique